# Melbourne Rebels
Die Melbourne Rebels (im Zusammenhang mit dem Hauptsponsor auch RaboDirect Melbourne Rebels genannt) ist ein Rugby-Union-Verein in der australischen Stadt Melbourne. Sie spielen ab 2011 in der internationalen Super-Rugby-Liga. Im Zuge der Erweiterung der Liga von 14 auf 15 Mannschaften erhielten die Rebels 2010 den Zuschlag für die ausgeschriebene Franchise. Die Heimspiele werden im AAMI Park ausgetragen.

## Geschichte
Bei der vorangegangenen Erweiterung der Liga von 12 auf 14 Mannschaften im Jahr 2002 lag aus der Region Melbourne bereits eine Bewerbung vor, die aber nicht erfolgreich war. Die für Australien vorgesehene, zusätzliche neue Franchise ging nach Perth an das Team Western Force. Das für die Organisation und die Vermarktung zuständige Konsortium SANZAR (bestehend aus den nationalen Verbänden Australiens, Neuseelands und Südafrika) beschloss 2009 die Aufstockung der bestehenden Liga Super 14 um eine Franchise.
Nach einer Ausschreibung, an der sich zehn Bewerber beteiligt hatten, erhielten die Rebels am 5. Januar 2010 den Zuschlag. Die neue Franchise repräsentiert den Bundesstaat Victoria, in dem der Großraum Melbourne liegt. Die Australian Rugby Union verfügte eine Transfersperre für Nationalspieler, die bei den anderen vier australischen Super Rugby-Teams unter Vertrag stehen. Als Kompensation durften die Rebels bis zu zehn ausländische Spieler verpflichten. Als Spielstätte der Rebels wurde das im Jahr 2010 eröffnete Stadion AAMI Park bestimmt.
In ihrer ersten Saison klassierten sich die Rebels auf dem letzten Platz. Im Jahr 2018 erreichten sie den neunten Platz, die bislang beste Platzierung der Rebels im Super Rugby.

## Spieler

### Aktueller Kader
Der Kader für die Saison 2020:

### Bekannte ehemalige Spieler
- Kurtley Beale
- Luke Burgess
- Danny Cipriani (England)
- Quade Cooper
- Will Genia
- Shōta Horie (Japan)
- Stirling Mortlock
- James O’Connor
- Geoff Parling (England)
- Nick Phipps
- Greg Somerville (Neuseeland)
- Adam Thomson (Neuseeland)
- Ben Volavola (Fidschi)

## Platzierungen in Super Rugby
| Jahr | Spiele | Siege | Unent. | Ndlg. | Spiel- punkte | Diff. | Bonus- punkte | Tabellen- punkte | Platz | Playoffs |
| ---- | ------ | ----- | ------ | ----- | ------------- | ----- | ------------- | ---------------- | ----- | -------- |
| 2011 | 16     | 3     | 0      | 13    | 281:570       | −289  | 4             | 24               | 15.   |          |
| 2012 | 16     | 4     | 0      | 12    | 362:620       | −258  | 8             | 32               | 12.   |          |
| 2013 | 16     | 5     | 0      | 11    | 382:515       | −133  | 8             | 37               | 12.   |          |
| 2014 | 16     | 4     | 0      | 12    | 303:460       | −157  | 5             | 21               | 15.   |          |
| 2015 | 16     | 7     | 0      | 9     | 319:354       | −35   | 8             | 36               | 10.   |          |
| 2016 | 15     | 7     | 0      | 8     | 365:486       | −121  | 3             | 31               | 12.   |          |
| 2017 | 15     | 1     | 1      | 13    | 236:569       | −333  | 3             | 9                | 15.   |          |
| 2018 | 16     | 7     | 0      | 9     | 440:461       | −21   | 8             | 36               | 9.    |          |
| 2019 | 16     | 7     | 0      | 9     | 393:465       | −72   | 6             | 34               | 11.   |          |